# Dagny (Sängerin)
Dagny Norvoll Sandvik (* 23. Juli 1990 in Tromsø) ist eine norwegische Sängerin.

## Karriere
Im September 2015 erschien Sandviks Debütsingle Backbeat, welche rasch zu einem Streaming-Hit wurde. Nach etwas mehr als einer Woche wurde diese schon über 450.000 Mal auf Spotify angehört. Ihre erste EP Ultraviolet veröffentlichte sie 2016. Bei den Musikpreisen P3 Gull und Spellemannprisen wurde sie im gleichen Jahr als Newcomerin des Jahres nominiert. Bei beiden Preisen war sie in der folgenden Zeit mehrfach unter anderem in der Kategorie „Lied des Jahres“ nominiert.
Im Oktober 2020 wurde ihr Debütalbum Strangers / Lovers veröffentlicht. Beim P3 Gull im November 2020 gewann sie mit Somebody in der Kategorie „Lied des Jahres“. Im Jahr 2024 gewann sie den P3-Preis bei P3 Gull.

## Persönliches
Sandvik lebt in der norwegischen Stadt Tromsø. Sie ist die Tochter des Jazz-Gitarristen Øystein Norvoll und der Jazz-Sängerin Marit Sandvik.

## Diskografie

### Studioalben
- 2020: Strangers / Lovers

### EPs
- 2016: Ultraviolet

### Singles
- 2011: Run River Run (mit Vishnu)
- 2016: Backbeat (NO: Gold)
- 2016: Fool’s Gold (feat. Børns) (NO: Gold)
- 2017: Wearing Nothing (NO: Platin)
- 2017: More More More
- 2017: Love You Like That
- 2018: That Feeling When
- 2018: Drink About (mit SeeB)
- 2018: Used to You
- 2018: Landslide
- 2019: Hit Your Heart (mit Steve Aoki)
- 2020: Come Over
- 2020: Somebody
- 2021: Pretty (mit Astrid S)
- 2022: Brightsider
- 2022: Highs & Lows
- 2023: Heartbreak in the Making
- 2023: Same Again (For Love)
- 2023: Ray-Bans
- 2024: Strawberry Dream

### Gastbeiträge
- 2010: My Command (Kohib feat. Dagny)
- 2012: So Good (Kohib feat. Dagny)
- 2017: Man in the Moon (LCAW feat. Dagny)
- 2017: Summer of Love (NOTD feat. Dagny)
- 2018: Turn (The Wombats feat. Dagny)
- 2019: By Your Side (Crystal Fighters feat. Dagny)
- 2022: Lonely Together (Kygo feat. Dagny)

## Auszeichnungen
P3 Gull
- 2016: Nominierung (Kategorie „Newcomer des Jahres“)[7]
- 2018: Nominierung (Kategorie „Lied des Jahres“ mit Drink About)[8]
- 2020: „Lied des Jahres“ mit Somebody
- 2023: Nominierung in der Kategorie „Künstler des Jahres“[9]
- 2024: „P3-Preis“

Spellemannprisen
- 2016: Nominierung (Kategorie „Lied des Jahres“ mit Backbeat)
- 2016: Nominierung (Kategorie „Newcomer des Jahres“)
- 2017: Nominierung (Kategorie „Lied des Jahres“ mit Wearing Nothing)
- 2018: Nominierung (Kategorie „Songwriter des Jahres“)
- 2018: Nominierung (Kategorie „Lied des Jahres“ mit Drink About)
- 2018: Nominierung (Kategorie „Lied des Jahres“ mit Drink About)
- 2023: Nominierung (Kategorie „Pop“)
- 2024: Nominierung (Kategorie „Pop“ mit Elle)